# Cellier-du-Luc
Cellier-du-Luc település Franciaországban, Ardèche megyében. Lakosainak száma 91 fő (2022. január 1.). Cellier-du-Luc Lespéron, Le Plagnal, Saint-Alban-en-Montagne, Saint-Étienne-de-Lugdarès és Luc községekkel határos.

## Népesség
A település népességének változása:
| Lakosok száma | 122  | 93   | 106  | 102  | 88   | 74   | 77   | 84   | 86   | 91   |
|               | 1968 | 1982 | 1990 | 2006 | 2013 | 2015 | 2017 | 2019 | 2020 | 2022 |